# باول كامبل
باول كامبل (بالإنجليزية: Paul Campbell)‏ (29 يناير 1980 بميدلزبرة في المملكة المتحدة - ) هو لاعب كرة قدم بريطاني في مركز الوسط. لعب مع دارلينجتون إف سى.

## وصلات خارجية
- باول كامبل على موقع قاعدة بيانات كرة القدم.إي يو (الإنجليزية)